# Carl, hertug af Württemberg
Carl, hertug af Württemberg (tysk: Carl Maria Peter Ferdinand Philipp Albrecht Joseph Michael Pius Konrad Robert Ulrich Herzog von Württemberg, født den 1. august 1936 i Friedrichshafen ved Bodensøen i Bodenseekreis, Regierungsbezirk Tübingen, Baden-Württemberg), død 7. juni 2022) var en tysk prins, der blev overhoved for Huset Württemberg i 1975.

## Forfædre
Carl af Württemberg var oldesøn af Karl Ludvig af Østrig (far til ærkehertug Franz Ferdinand, der blev myrdet i 1914), tipoldesøn af Franz Karl af Østrig, Ferdinand 2. af Begge Sicilier, Leopold 2. af Toscana, Maria Antonia af Begge Sicilier, Ferdinand 2. af Begge Sicilier, og tiptipoldesøn af kong Ludvig-Filip af Frankrig.

## Familie
I 1960 blev Carl af Württemberg gift med prinsesse Diane af Orléans (født 1940) (en datter af den franske tronprætendent grev Henrik af Paris (1908–1999).
Parret fik fire sønner og to døtre.